# تود آرمسترونغ
تود آرمسترونغ (بالإنجليزية: Todd Armstrong)‏ مواليد 25 يوليو 1937 في سانت لويس، الولايات المتحدة - الوفاة 17 نوفمبر 1992 في كاليفورنيا، الولايات المتحدة، هو ممثل أمريكي بدأ مسيرته الفنية سنة 1961. من أبرز الأعمال التي شارك فيها جيسون والمغامرون.

## الأعمال
- جيسون والمغامرون
- غان سموك
- هاواي فايف أو

## روابط خارجية
- تود آرمسترونغ على موقع IMDb (الإنجليزية)
- تود آرمسترونغ على موقع ألو سيني (الفرنسية)
- تود آرمسترونغ على موقع أول موفي (الإنجليزية)
- تود آرمسترونغ على موقع قاعدة بيانات الأفلام السويدية (السويدية)
- تود آرمسترونغ على موقع قاعدة بيانات الفيلم (الإنجليزية)
- تود آرمسترونغ على موقع كينوبويسك (الروسية)